# مبرهنة فيريال
في الميكانيكا مبرهنة الترابط او مبرهنة متوسط طاقة القوى هي مبرهنة توفر معادلة عامة تربط بين المتوسط الحسابي الزمني للطاقة الحركية الإجمالية {\displaystyle \left\langle T\right\rangle } مع الطاقة الكامنة لنظام مستقر يتكون N من الجسيمات، مرتبطة بالقوى الكامنة، مع إجمالي طاقة الوضع {\displaystyle \left\langle V_{\text{TOT}}\right\rangle }، حيث تمثل الأقواس الزاوية (< >) المعدل بمرور الزمن للكمية المحاطة.
من الناحية الرياضياتية، نص المبرهنة كما يلي:
{\displaystyle \left\langle T\right\rangle =-{\frac {1}{2}}\,\sum _{k=1}^{N}\left\langle \mathbf {F} _{k}\cdot \mathbf {r} _{k}\right\rangle }
حيث Fk تمثل القوة على جسيمk الذي يكمن في الموقع rk. كلمة virial (فيريال) مستمدة من الكلمة اللاتينية vis التي معناها «القوة» أو «الطاقة»، قدم هذا التعريف الاصطلاحي بواسطة رودولف كلاوزيوس في عام 1870.
أهمية مبرهنة فيريال هي أنها تسمح بحساب متوسط مجموع الطاقة الحركية حتى بالنسبة للأنظمة المعقدة جدا التي تتحدى الحل، مثل تلك التي تعتبر من الميكانيكا الإحصائية؛ ويرتبط مجموع متوسط الطاقة الحركية مع درجة حرارة النظام من خلال مبرهنة التوزع المتساوي. ومع ذلك، فإن مبرهنة فيريال لا تعتمد على مفهوم درجة الحرارة وتطبق حتى بالنسبة للأنظمة التي ليست في توازن حراري. وقد تم تعميم مبرهنة فيريال بطرق مختلفة، وعلى الأخص لدالات الموتر.
إذا كانت القوة بين أي جسيمين في نظام تنتج عن طاقة وضع V(r) = αr n هذا يتناسب مع بعض القدرة n لمتوسط المسافة بين الجسيمات r، مبرهنة فيريال تأخذ شكل بسيط:
{\displaystyle 2\langle T\rangle =n\langle V_{\text{TOT}}\rangle .}
وبالتالي، ضعف متوسط مجموع الطاقة الحركية {\displaystyle \left\langle T\right\rangle } يساوي n مضروبا في متوسط إجمالي الطاقة الوضع {\displaystyle \left\langle V_{\text{TOT}}\right\rangle }.حيث أن V(r) يمثل طاقة الوضع بين جسيمين، VTOT يمثل مجموع الطاقة الوضع للنظام، أي مجموع الطاقة الوضع V(r) على جميع أزواج الجسميات في النظام. وهناك مثال شائع لهذا النظام هو نجم متماسك معا بواسطة الجاذبية الخاصة به، حيث n يساوي -1.

## تاريخ
في عام 1870، ألقى رودولف كلاوزيوس محاضرة «تتعلق بنظرية ميكانيكية تنطبق على الحرارة» لرابطة العلوم الطبيعية والطبية في راين السفلى (ألمانيا)، بعد دراسة لمدة 20 عاما للديناميكا الحرارية. وأوضحت المحاضرة أن متوسط القوة الحية للنظام تساوي فيريال، أو أن متوسط الطاقة الحركية يساوي 1/2 متوسط الطاقة الكامنة. يمكن الحصول على نظرية فيريال مباشرة من متطابقة لاغرانج كما هو مطبق في حركيات الجاذبية الكلاسيكية، الذي ضُمِّن شكله الأصلي في مقال لاغرانج «عن مشكلة الهيئات الثلاث» الذي نشر في عام 1772. إن مبدأ كارل جاكوبي للأجسام n وعلى الشكل الحالي لمتطابقة لابلاس يشبه إلى حد بعيد نظرية فيريال الكلاسيكية. ومع ذلك، فإن التفسيرات التي أدت إلى تطوير المعادلات كانت مختلفة جدا، لأنه في وقت تطور الميكانيكا الإحصائية لم توحد بعد الدراسات المنفصلة للديناميكا الحرارية والديناميكا الكلاسيكية.
واستخدمت نظرية في وقت لاحق وعممت وتواصل تطويرها بواسطة كل من: جيمس كليرك ماكسويل، جون ويليام ستروت، هنري بوانكاريه، سابرامانين تشاندراسخار، إنريكو فيرمي، بول ليدوكس ويوجين باركر. وكان فريتز زفيكي أول من استخدم نظرية فيريال لاستنتاج وجود المادة الغير مرئية، والتي تسمى الآن المادة المظلمة. وكمثال آخر على التطبيقات العديدة لنظرية فيريال، فلقد استخدمت النظرية لاشتقاق حد شاندراسيخار للاستقرار الأقزام البيضاء.

## الحساب والإشتقاق
لموقع مجموعة N من الجسيمات الكمية القياسية لعزم القصور الذاتي I نحو نقطة المبدأ تشتق بواسطة المعادلة:
{\displaystyle I=\sum _{k=1}^{N}m_{k}|\mathbf {r} _{k}|^{2}=\sum _{k=1}^{N}m_{k}r_{k}^{2}}
حيثmk و rk تمثل كتلة وموقع جسيمات k.والكمية G تشتق بالمعادلة:
{\displaystyle G=\sum _{k=1}^{N}\mathbf {p} _{k}\cdot \mathbf {r} _{k}}
حيث pk متجهة زخم الحركة لعدد الجسيمات k بافتراض أن الكتل ثابتة،  G  تمثل نصف الزمن المشتق لهذة اللحظة من القصور
{\displaystyle {\frac {1}{2}}{\frac {dI}{dt}}={\frac {1}{2}}{\frac {d}{dt}}\sum _{k=1}^{N}m_{k}\,\mathbf {r} _{k}\cdot \mathbf {r} _{k}=\sum _{k=1}^{N}m_{k}\,{\frac {d\mathbf {r} _{k}}{dt}}\cdot \mathbf {r} _{k}=\sum _{k=1}^{N}\mathbf {p} _{k}\cdot \mathbf {r} _{k}=G\,.}
في المقابل، يمكن كتابة الزمن المشتق من  G :
{\displaystyle {\begin{aligned}{\frac {dG}{dt}}&=\sum _{k=1}^{N}\mathbf {p} _{k}\cdot {\frac {d\mathbf {r} _{k}}{dt}}+\sum _{k=1}^{N}{\frac {d\mathbf {p} _{k}}{dt}}\cdot \mathbf {r} _{k}\\&=\sum _{k=1}^{N}m_{k}{\frac {d\mathbf {r} _{k}}{dt}}\cdot {\frac {d\mathbf {r} _{k}}{dt}}+\sum _{k=1}^{N}\mathbf {F} _{k}\cdot \mathbf {r} _{k}\\&=2T+\sum _{k=1}^{N}\mathbf {F} _{k}\cdot \mathbf {r} _{k}\,\end{aligned}}}
- حيث mk كتلة جسيمات k .

{\displaystyle \mathbf {F} _{k}={\frac {d\mathbf {p} _{k}}{dt}}} هي محصلة القوى على ذلك الجسيم، وT هي الطاقة الحركية الكلية للنظام.